# Houégbo
Houégbo ist ein Arrondissement im Departement Atlantique in Benin. Es ist eine Verwaltungseinheit, die der Gerichtsbarkeit der Kommune Toffo untersteht.

## Demografie und Verwaltung
Gemäß der Volkszählung von 2013 hatte das Arrondissement 9829 Einwohner, davon waren 4794 männlich und 5035 weiblich.
Von den 76 Dörfern und Quartieren der Kommune Toffo entfallen fünf auf Houégbo: Akpè, Houègbo-Tohomè, Houègbo-Gare, Houénoussou und Yénawa.